# Thèze (Pyrénées-Atlantiques)
Pour les articles homonymes, voir Thèze.
Thèze (en béarnais Tèsa ou Tèse) est une commune française située dans le département des Pyrénées-Atlantiques, en région Nouvelle-Aquitaine.

## Géographie

### Localisation
La commune de Thèze se trouve dans le département des Pyrénées-Atlantiques, en région Nouvelle-Aquitaine.
Elle se situe à 25 km par la route de Pau, préfecture du département, et à 14 km de Serres-Castet, bureau centralisateur du canton des Terres des Luys et Coteaux du Vic-Bilh dont dépend la commune depuis 2015 pour les élections départementales. 
La commune fait en outre partie du bassin de vie de Pau.
Les communes les plus proches sont : 
Viven (2,2 km), Lème (2,4 km), Lalonquette (2,5 km), Auga (2,6 km), Argelos (2,8 km), Garlède-Mondebat (3,1 km), Auriac (3,5 km), Séby (3,7 km).
Sur le plan historique et culturel, Thèze fait partie de la province du Béarn, qui fut également un État et qui présente une unité historique et culturelle à laquelle s’oppose une diversité frappante de paysages au relief tourmenté.

### Communes limitrophes
Les communes limitrophes sont  Argelos, Auga, Auriac, Garlède-Mondebat, Lalonquette, Lème, Miossens-Lanusse et Viven.
| Lème  | Garlède-Mondebat | Lalonquette      |
| Auga  | Thèze            | Miossens-Lanusse |
| Viven | Argelos          | Auriac           |

### Hydrographie

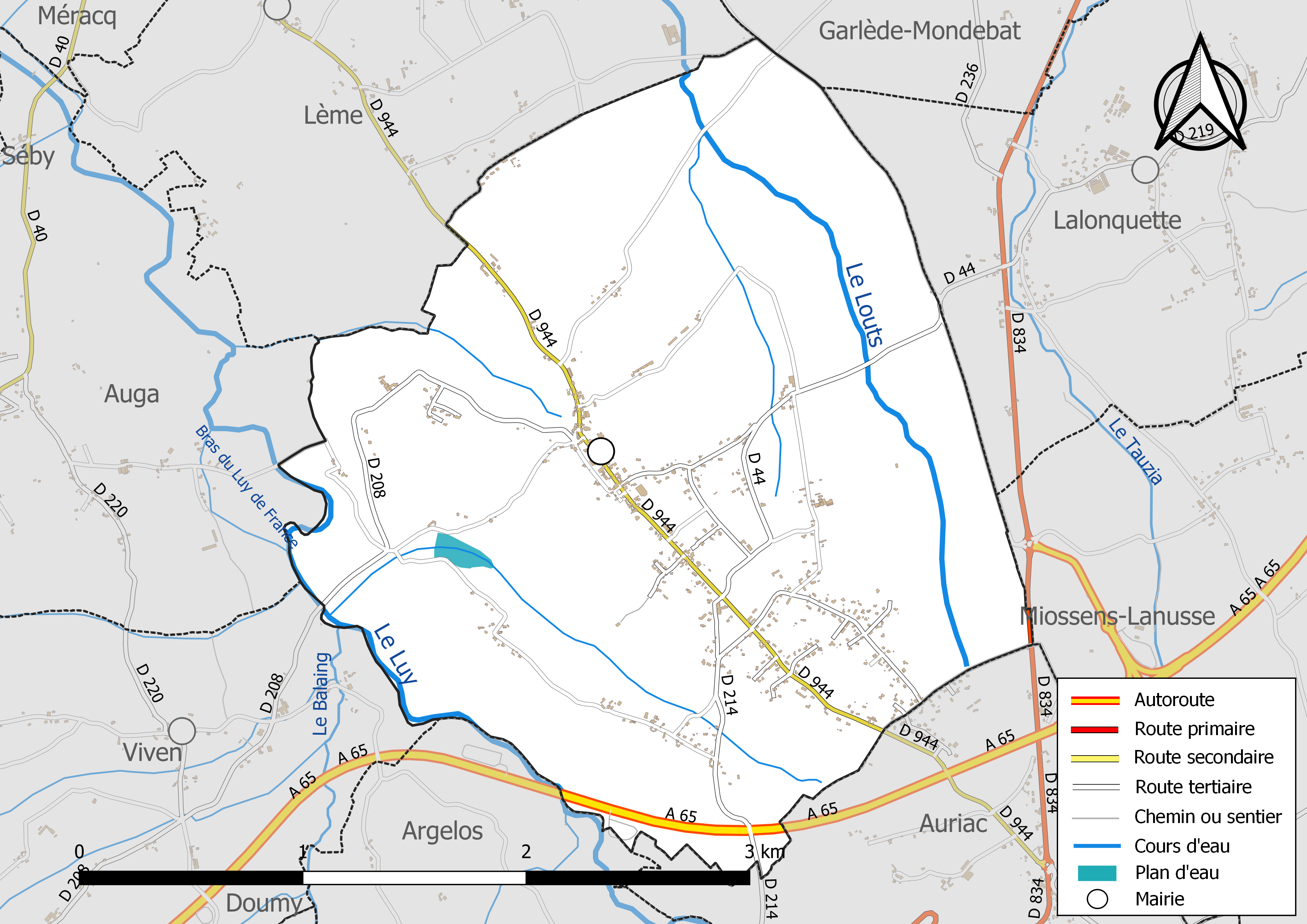
Réseaux hydrographique et routier de Thèze.

La commune est drainée par le Luy, le Louts et par divers petits cours d'eau, constituant un réseau hydrographique de 10 km de longueur totale,.
Le Luy, d'une longueur totale de 154,5 km, prend sa source dans la commune d'Espoey et s'écoule d'est en ouest. Il traverse la commune et se jette dans l'Adour à Rivière-Saas-et-Gourby, après avoir traversé 65 communes.
Le Louts, d'une longueur totale de 85,7 km, prend sa source dans la commune et s'écoule d'est en ouest. Il traverse la commune et se jette dans l'Adour à Téthieu, après avoir traversé 33 communes.

### Climat
Pour des articles plus généraux, voir Climat de la Nouvelle-Aquitaine et Climat des Pyrénées-Atlantiques.
Historiquement, la commune est exposée à un climat de montagne.  
En 2020, Météo-France publie une typologie des climats de la France métropolitaine dans laquelle la commune est toujours exposée à un climat de montagne et est dans la région climatique Pyrénées atlantiques, caractérisée par une pluviométrie élevée (>1 200 mm/an) en toutes saisons, des hivers très doux (7,5 °C en plaine) et des vents faibles.
Pour la période 1971-2000, la température annuelle moyenne est de 13,2 °C, avec une amplitude thermique annuelle de 14 °C. Le cumul annuel moyen de précipitations est de 1 154 mm, avec 11,8 jours de précipitations en janvier et 8,1 jours en juillet. Pour la période 1991-2020, la température moyenne annuelle observée sur la station météorologique la plus proche, située sur la commune d'Uzein à 10,93 km à vol d'oiseau, est de 13,7 °C et le cumul annuel moyen de précipitations est de 1 093,8 mm,. Pour l'avenir, les paramètres climatiques de la commune estimés pour 2050 selon différents scénarios d’émission de gaz à effet de serre sont consultables sur un site dédié publié par Météo-France en novembre 2022.

### Milieux naturels et biodiversité
Aucun espace naturel présentant un intérêt patrimonial n'est recensé sur la commune dans l'inventaire national du patrimoine naturel,,.

## Urbanisme

### Typologie
Au 1er janvier 2024, Thèze est catégorisée commune rurale à habitat dispersé, selon la nouvelle grille communale de densité à sept niveaux définie par l'Insee en 2022.
Elle est située hors unité urbaine. Par ailleurs la commune fait partie de l'aire d'attraction de Pau, dont elle est une commune de la couronne,. Cette aire, qui regroupe 227 communes, est catégorisée dans les aires de 200 000 à moins de 700 000 habitants,.

### Occupation des sols

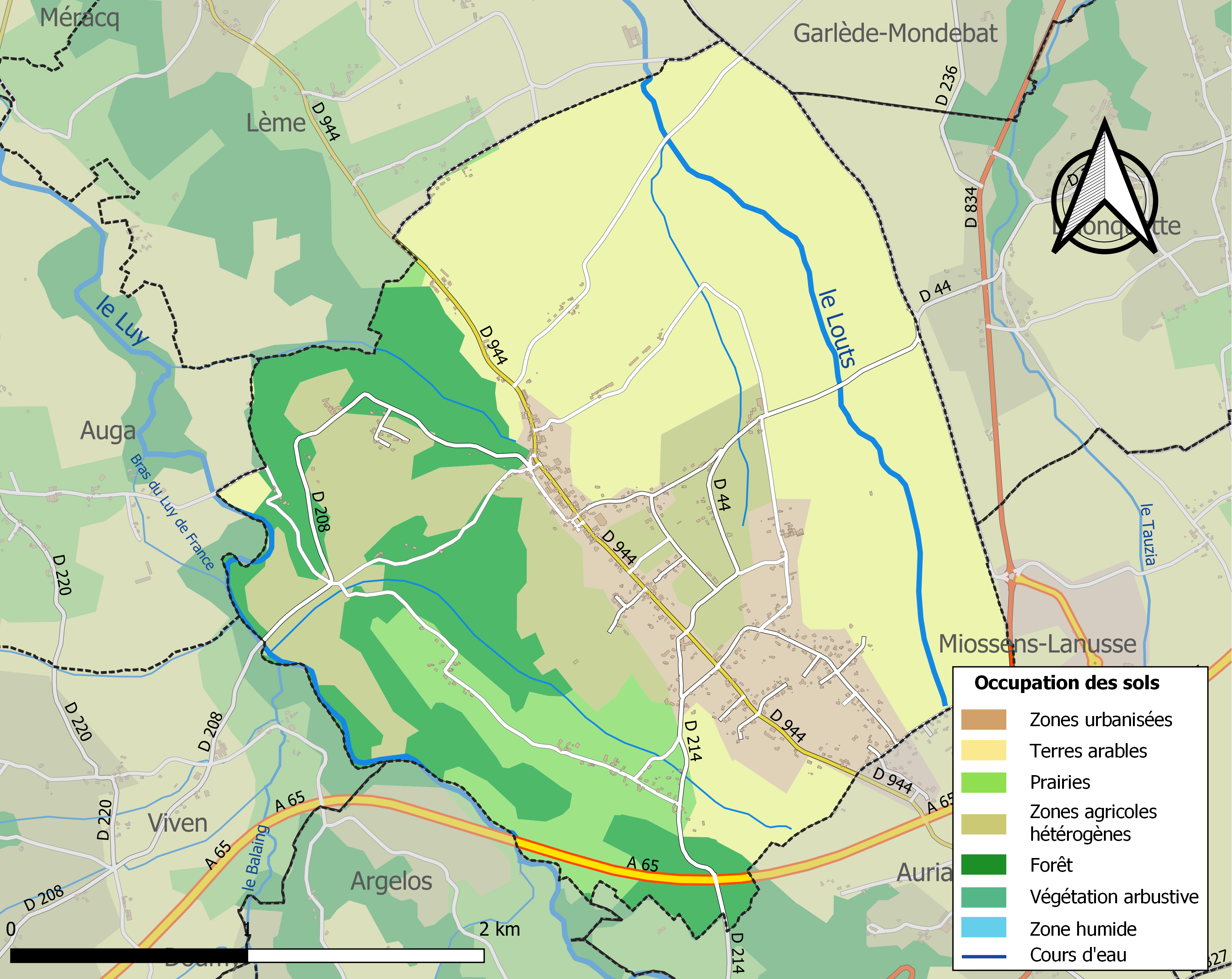
Carte des infrastructures et de l'occupation des sols de la commune en 2018 (CLC).

L'occupation des sols de la commune, telle qu'elle ressort de la base de données européenne d’occupation biophysique des sols Corine Land Cover (CLC), est marquée par l'importance des territoires agricoles (71,8 % en 2018), en diminution par rapport à 1990 (77,8 %). La répartition détaillée en 2018 est la suivante : 
terres arables (47,3 %), forêts (17,2 %), zones agricoles hétérogènes (16,2 %), zones urbanisées (10,9 %), prairies (8,3 %), zones industrielles ou commerciales et réseaux de communication (0,1 %). L'évolution de l’occupation des sols de la commune et de ses infrastructures peut être observée sur les différentes représentations cartographiques du territoire : la carte de Cassini (XVIIIe siècle), la carte d'état-major (1820-1866) et les cartes ou photos aériennes de l'IGN pour la période actuelle (1950 à aujourd'hui).

### Lieux-dits et hameaux
- Bazet ;
- Bounahé ;
- le Bourg ;
- Lafitte ;
- Lanot ;
- Laslanottes ;
- Lucy ;
- Mourchette ;
- Pédelebat.

### Voies de communication et transports
La commune est desservie par la route nationale 134 et les départementales 44 et 944 ainsi que par l'A65 (diffuseur de Thèze).

### Risques majeurs
Le territoire de la commune de Thèze est vulnérable à différents aléas naturels : météorologiques (tempête, orage, neige, grand froid, canicule ou sécheresse), inondations et séisme (sismicité modérée). Il est également exposé à un risque technologique, la rupture d'un barrage. Un site publié par le BRGM permet d'évaluer simplement et rapidement les risques d'un bien localisé soit par son adresse soit par le numéro de sa parcelle.

#### Risques naturels
Certaines parties du territoire communal sont susceptibles d’être affectées par le risque d’inondation par une crue à  débordement lent de cours d'eau, notamment le Louts et le Luy. La commune a été reconnue en état de catastrophe naturelle au titre des dommages causés par les inondations et coulées de boue survenues en 1982, 2009, 2014 et 2018,.

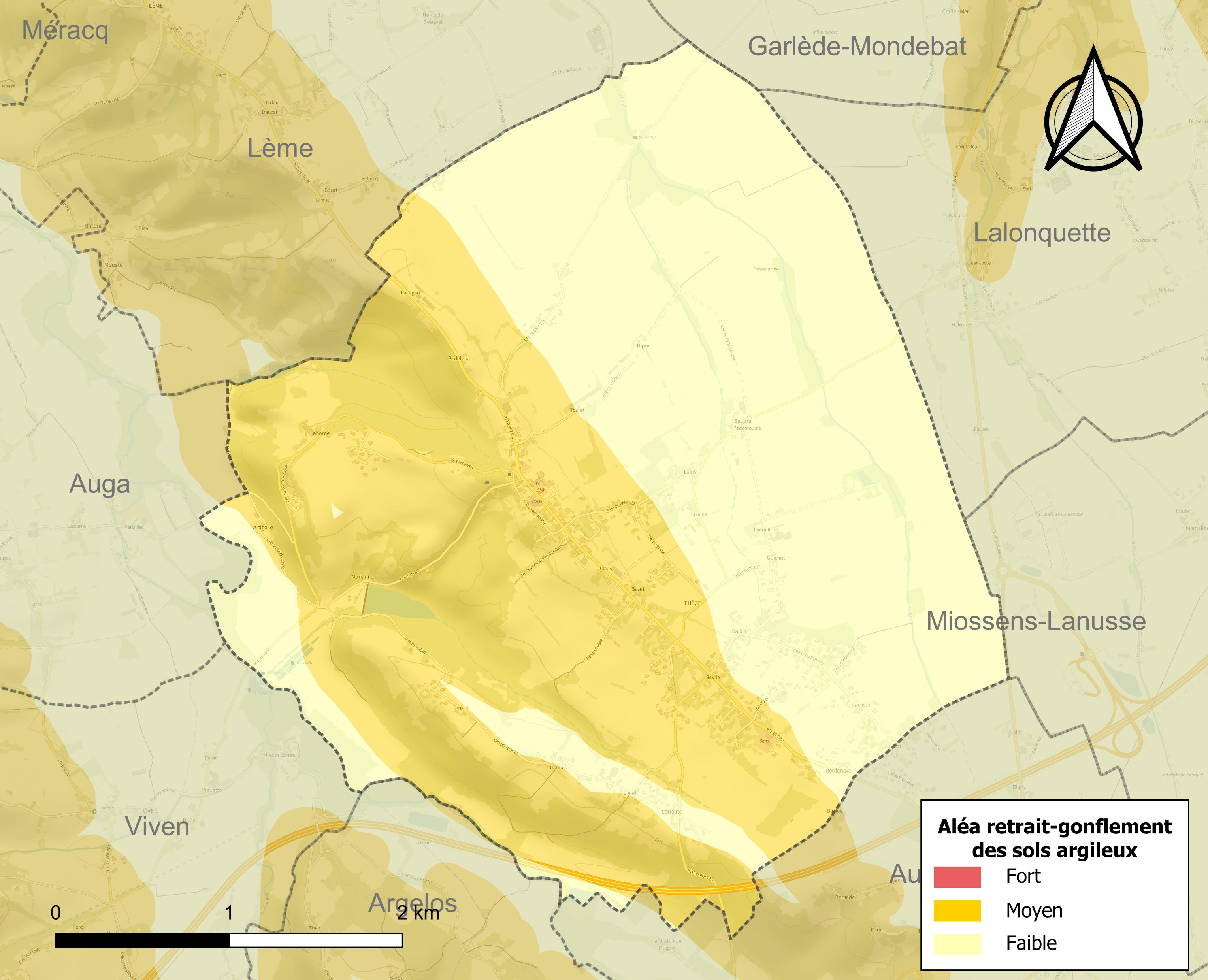
Carte des zones d'aléa retrait-gonflement des sols argileux de Thèze.

Le retrait-gonflement des sols argileux est susceptible d'engendrer des dommages importants aux bâtiments en cas d’alternance de périodes de sécheresse et de pluie. 46,9 % de la superficie communale est en aléa moyen ou fort (59 % au niveau départemental et 48,5 % au niveau national). Depuis le 1er octobre 2020, en application de la loi ELAN, différentes contraintes s'imposent aux vendeurs, maîtres d'ouvrages ou constructeurs de biens situés dans une zone classée en aléa moyen ou fort,.
Concernant les mouvements de terrains, la commune a été reconnue en état de catastrophe naturelle au titre des dommages causés par des mouvements de terrain en 2018.

#### Risque technologique
La commune est en outre située en aval de barrages de classe A. À ce titre elle est susceptible d’être touchée par l’onde de submersion consécutive à la rupture de cet ouvrage.

## Toponymie
Le toponyme Thèze apparaît sous les formes 
Tese (XIIe siècle, titres de l'ordre de Saint-Jean de Jérusalem), 
Theesa (1270, cartulaire du château de Pau), 
Teesa (1286, titres de Béarn), 
Teeza (1301, inscription de Sainte-Foi de Morlaàs), 
Theese (1376, montre militaire de Béarn), 
Tezee et Teze (respectivement 1385 et XIVe siècle, censier de Béarn), 
Teza et Pierre de Theze (respectivement 1544 et 1675, réformation de Béarn).
Étymologiquement, le toponyme indique une : terre défendue, interdite. Il s'agit à l'origine d'un village-rue, situé sur une ligne de crête, à la position défensive naturelle. La Carrère aforade (rue Centrale) était limitée par une porte (pourtaü) à chaque extrémité.
Son nom béarnais est Tèsa ou Tèse.

## Histoire
Paul Raymond note qu'en 1385, Thèze comptait quarante-et-un feux. La paroisse était un archiprêtré du diocèse de Lescar et constituait une notairie.
En 1790 le canton de Thèze comprenait les communes d'Argelos, Astis, Aubin, Auga, Auriac, Bougarber, Bournos, Carrère, Caubios-Loos, Claracq, Doumy, Garlède-Mondebat, Lalonquette, Lasclaveries, Lème, Miossens-Lanusse, Navailles-Angos, Riumayou, Sauvagnon, Sévignacq, Thèze, Uzein et Viven.

## Héraldique
| Blason | Blasonnement : D'or fretté de gueules, à la fasce d'hermine brochant sur le tout. |

## Politique et administration
| Période | Période  | Identité       | Étiquette | Qualité                             |
| ------- | -------- | -------------- | --------- | ----------------------------------- |
| 1989    | 1995     | Pierre Laborde |           |                                     |
| 1995    | 2001     | Pierre Laborde |           |                                     |
| 2001    | En cours | David Duizidou | PS        | Suppléant du député DVG David Habib |

Depuis septembre 2006, la commune dispose d'une antenne de la cyber-base des 2 Luys, financée avec le concours de la Communauté de communes de Thèze, le Conseil régional d'Aquitaine, le Conseil général des Pyrénées-Atlantiques et la Caisse des dépôts et consignations.

### Intercommunalité
Thèze fait partie de cinq structures intercommunales :
- la communauté de communes des Luys en Béarn ;
- le SIVU pour l'assainissement collectif Auriac - Miossens-Lanusse - Thèze ;
- le syndicat d'énergie des Pyrénées-Atlantiques ;
- le syndicat intercommunal d'alimentation en eau potable Luy - Gabas - Lées ;
- le syndicat intercommunal Lème - Thèze - Viven.

La commune accueille le siège du SIVU pour l'assainissement collectif Auriac - Miossens-Lanusse - Thèze ainsi que celui du syndicat intercommunal Lème - Thèze - Viven.

## Population et société

### Démographie
L'évolution du nombre d'habitants est connue à travers les recensements de la population effectués dans la commune depuis 1793. Pour les communes de moins de 10 000 habitants, une enquête de recensement portant sur toute la population est réalisée tous les cinq ans, les populations de référence des années intermédiaires étant quant à elles estimées par interpolation ou extrapolation. Pour la commune, le premier recensement exhaustif entrant dans le cadre du nouveau dispositif a été réalisé en 2008.

En 2022, la commune comptait 890 habitants, en évolution de +8,14 % par rapport à 2016 (Pyrénées-Atlantiques : +3,78 %, France hors Mayotte : +2,11 %).
| 1793 | 1800 | 1806 | 1821 | 1831 | 1836 | 1841 | 1846 | 1851 |
| ---- | ---- | ---- | ---- | ---- | ---- | ---- | ---- | ---- |
| 392  | 437  | 725  | 806  | 517  | 504  | 510  | 524  | 532  |

| 1856 | 1861 | 1866 | 1872 | 1876 | 1881 | 1886 | 1891 | 1896 |
| ---- | ---- | ---- | ---- | ---- | ---- | ---- | ---- | ---- |
| 543  | 469  | 509  | 506  | 520  | 513  | 524  | 511  | 502  |

| 1901 | 1906 | 1911 | 1921 | 1926 | 1931 | 1936 | 1946 | 1954 |
| ---- | ---- | ---- | ---- | ---- | ---- | ---- | ---- | ---- |
| 521  | 502  | 504  | 432  | 416  | 401  | 355  | 338  | 315  |

| 1962 | 1968 | 1975 | 1982 | 1990 | 1999 | 2006 | 2008 | 2013 |
| ---- | ---- | ---- | ---- | ---- | ---- | ---- | ---- | ---- |
| 350  | 345  | 345  | 455  | 568  | 697  | 769  | 789  | 826  |

| 2018 | 2022 | - | - | - | - | - | - | - |
| ---- | ---- | - | - | - | - | - | - | - |
| 849  | 890  | - | - | - | - | - | - | - |

Thèze fait partie de l'aire d'attraction de Pau.

### Sports

#### Rugby
Crée en 1948, l'Avant Garde de Thèze XV (AGT) évolue en Régionale 3 depuis la saison 2022/2023.
La AGT est affiliée à la Fédération Française de Rugby.
Lors de la saison 2021/2022, Les joueurs de l'Avant Garde de Thèze XV ont signé un triplé historique en décrochant trois titres majeurs de 4e série (Champion du Terroir de Haute-Garonne, Champion d'Occitanie et Champion de France de 4e série).

## Culture locale et patrimoine
Fête communale le jour de la Saint-Pierre.

### Patrimoine civil

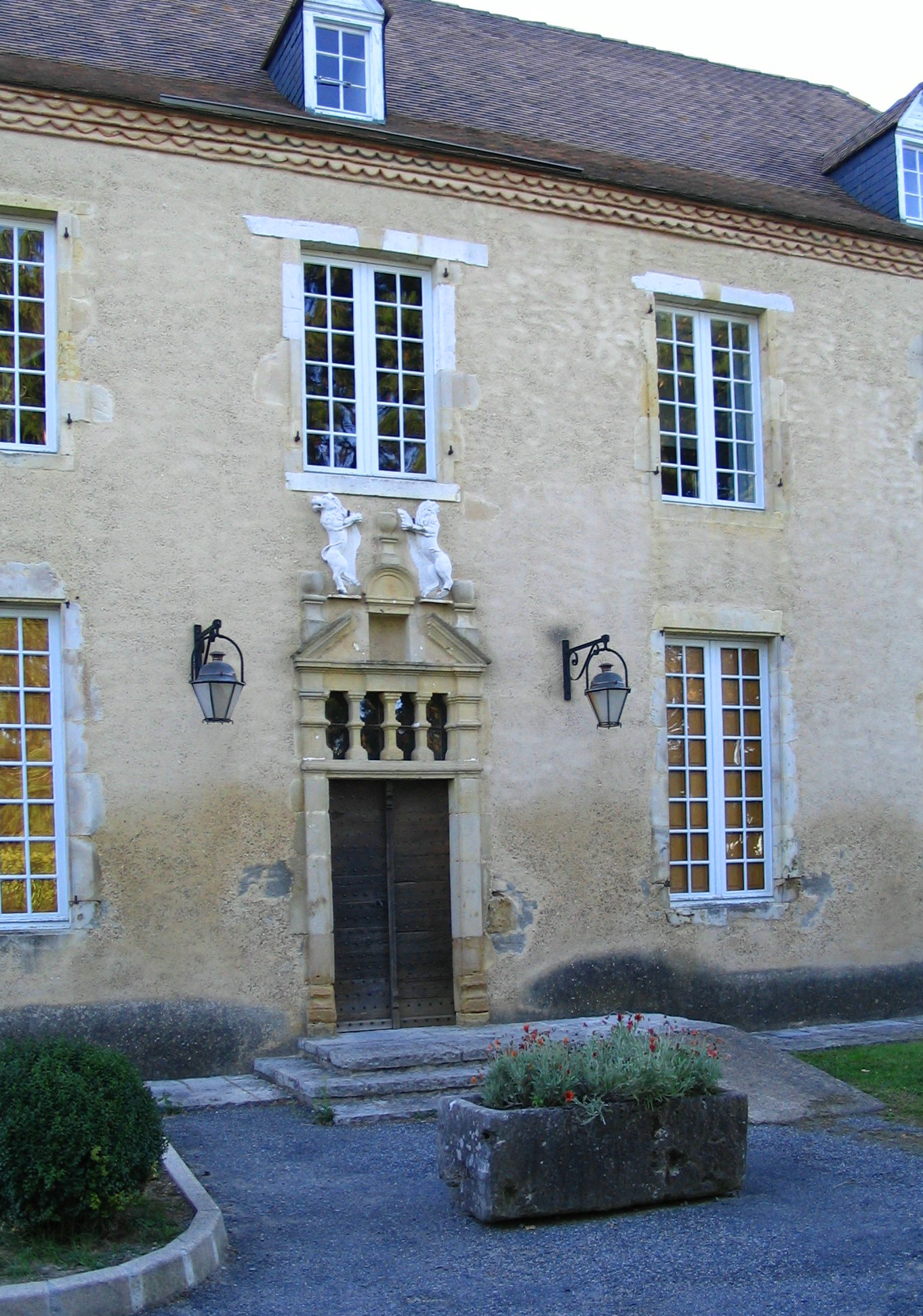
Gentilhommière de Thèze

Les vestiges de deux ensembles fortifiés des XIe et XIIe siècles, témoignent du passé ancien de la commune. L'un des sites, dit le Moutta, porte actuellement un calvaire. Le pigeonnier situé à son pied est construit à l'emplacement de l'ouvrage d'entrée primitif.
La gentilhommière du XVIIe siècle, appelée château de Fanget du nom de la famille de Fanget est située au point haut du village et fut restaurée après une longue période de ruine pour abriter des locaux municipaux. Son parc a été cédé et construit et son pigeonnier carré détruit en 1964.
La commune présente un ensemble de demeures et de fermes du XVIe siècle au XXe siècle.

### Patrimoine religieux
L'église Saint-Pierre date partiellement du XIIe siècle. Elle est remarquable par la volumétrie de son clocher porche et par son portail Renaissance. Elle recèle des objets, des tableaux et du mobilier inscrits à l'inventaire général du patrimoine culturel.

## Équipements

### Enseignement
Thèze dispose d'une école primaire.

## Personnalités liées à la commune
La famille de Fanget, anoblie en 1476, est le propriétaire historique de la gentilhommière située au centre du village. François de Fanget épouse le 21 juin 1689 Françoise de Lagarrigue.